# Nomada linsleyi
Nomada linsleyi är en biart som beskrevs av Evans 1972. Nomada linsleyi ingår i släktet gökbin, och familjen långtungebin. Inga underarter finns listade i Catalogue of Life.